# ألفارو روميرو
ألفارو روميرو (بالإسبانية: Álvaro Romero Morillo)‏ هو لاعب كرة قدم إسباني في مركز نصف الجناح، ولد في 12 مايو 1996 في إشبيلية في إسبانيا. لعب مع ريال مورسيا.

## وصلات خارجية
- ألفارو روميرو على موقع قاعدة بيانات كرة القدم.إي يو (الإنجليزية)
- ألفارو روميرو على موقع Soccerway.com (الإنجليزية)